# 橘水樹&櫻林子
橘水樹&櫻林子（たちばな みずき&さくら りんこ）は、橘水樹(橘瑞樹）・櫻林子による日本の漫画家ユニット。1990年に『ふゅーじょんぷろだくと』の『Royal Kid's』でデビュー。代表作に『JANE』『Diamond Century』などがある。

## 作品リスト

### 連載
- Royal Kid's
- JANE
- C.Darwin
- Diamond Century
- 神の匙は投げられた

### 挿絵（小説イラスト）
- やさしい竜の殺し方 （津守時生/橘水樹&櫻林子）
- スカーレット クロス（瑞山いつき/橘水樹&櫻林子）
- 犬神遣い（西門佳里/橘水樹&櫻林子）
- 幸運的生活のススメ（滝井ルカ子/橘水樹&櫻林子）
- ユーレイに関する小さな事件簿 （滝井ルカ子/橘水樹&櫻林子）

### 画集ほか
- CD－ROM画集『LADY－JANE』